# NE-92
El NE-92 (Neumático Español 1992) es el séptimo modelo de tren sobre neumáticos del Metro de la Ciudad de México, diseñado y construido por CAF en España. En total son 15 trenes (formados por nueve unidades) y circulan por la Línea 3 del Metro de la Ciudad de México.
Cabe mencionar que posteriormente CAF rehabilitó cuatro trenes modelo MP-68 y el único tren de la serie NM 73C 195-196,que cambio de nomenclatura a 0550-0551  estos trenes al ser rehabilitados se les colocó una cabina parecida a la del NE-92, pero en realidad estos trenes son de distintos modelos y de diferentes compañías constructoras.
Posteriormente CAF transformó la motriz 0425 NM-83 A a un NE-92 y este tren del metro se encuentra en servicio en la Línea 3.
Es el tercer modelo de tren sobre neumáticos en el cual se utilizaron asientos de color azul después del MP-68 y los NM-73 en estado original, aunque cabe mencionar que su diseño es diferente, ya que posee tonalidades de colores distintas a la de los modelos de trenes anteriores, todo el interior está pintado y remasterizado en color gris oxford, incluyendo techo y motoventiladores. La alarma de cierre de puertas también es distinta, ahora es con pausados sonidos. A partir de este modelo de tren, los siguientes modelos para el Metro de la Ciudad de México ya serían distintos, mencionando diseño y colores por interiores, además de que CAF participaría activamente desde entonces en la construcción de trenes para este Metro.

## Características
- Ancho de vía Ruedas de seguridad: 1,435 mm
- Ancho de vía de las llantas de tracción: 1,993 mm
- Voltaje usado por el tren: 750 Vcc
- Sistema de tracción: Chopper
- Sistema de pilotaje automático : Analógico PA135
- Sistema de ventilación: Dispone de rejillas de ventilación y ventiladores en el techo

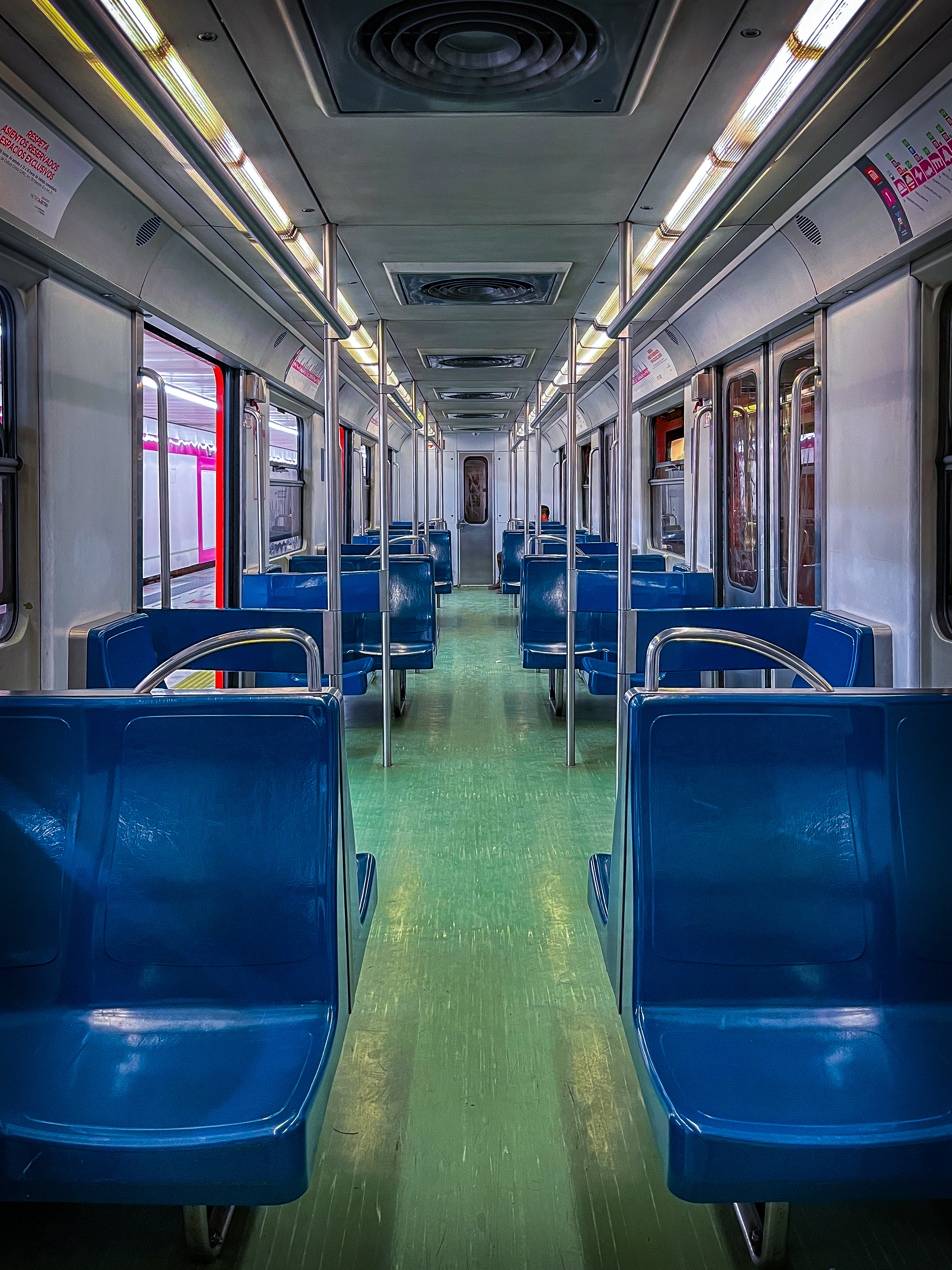
Interior de Tren NE-92

- Interior de Tren NE-92Sistema de Aviso de Cierre de Puertas : Tono monofonico con repetición múltiple tipo código morse de puntos.
- Sistema de Anuncio de Próxima Estación: la voz de mujer fue grabada para las estaciones de la Línea 1, mismos que a la diferencia que originalmente iban a estar a la Línea 8.Aparte de tener el mismo sonido que el de los trenes Series 7000 y 9000 así como el de Serie 8000 del Metro Madrileño
- Fabricantes: Construcciones y Auxiliar de Ferrocarriles
- Procedencia:  España
- Series Motrices: M0520 al M0550
- Interiores: Asientos Color Azul y acabados interiores en color gris oxford y Blanco aparte de poseer el suelo en un tono azul
- Pintura de la carrocería: Naranja
- Monocoup: Campana Eléctrica
- Formaciones posibles: 6 vagones M-R-N-N-PR-M o 9 vagones M-R-N-N-PR-N-N-R-M

Los primeros trenes de este modelo arribaron a México en julio de 1994, originalmente estas formaciones nuevas estarían destinadas a ser puestas en marcha en la Línea 8, sin embargo con la alta afluencia de la línea 1 estos inmediatamente fueron puestos en servicio sobre la misma línea (Haciendo que las formaciones MP 82 fueran sometidas a trabajos de fiabilización e instalación de sistema de Pilotaje automático SACEM listas para operar en Línea 8, con trabajos realizados en los talleres El Rosario), así las formaciones NE 92 han estado en servicio activo solo en línea 1, hasta 2023 donde por la modernización de dicha línea que contempla la compra de los nuevos trenes NM 22, las formaciones NE 92 pasarían a circular en la Línea 3.

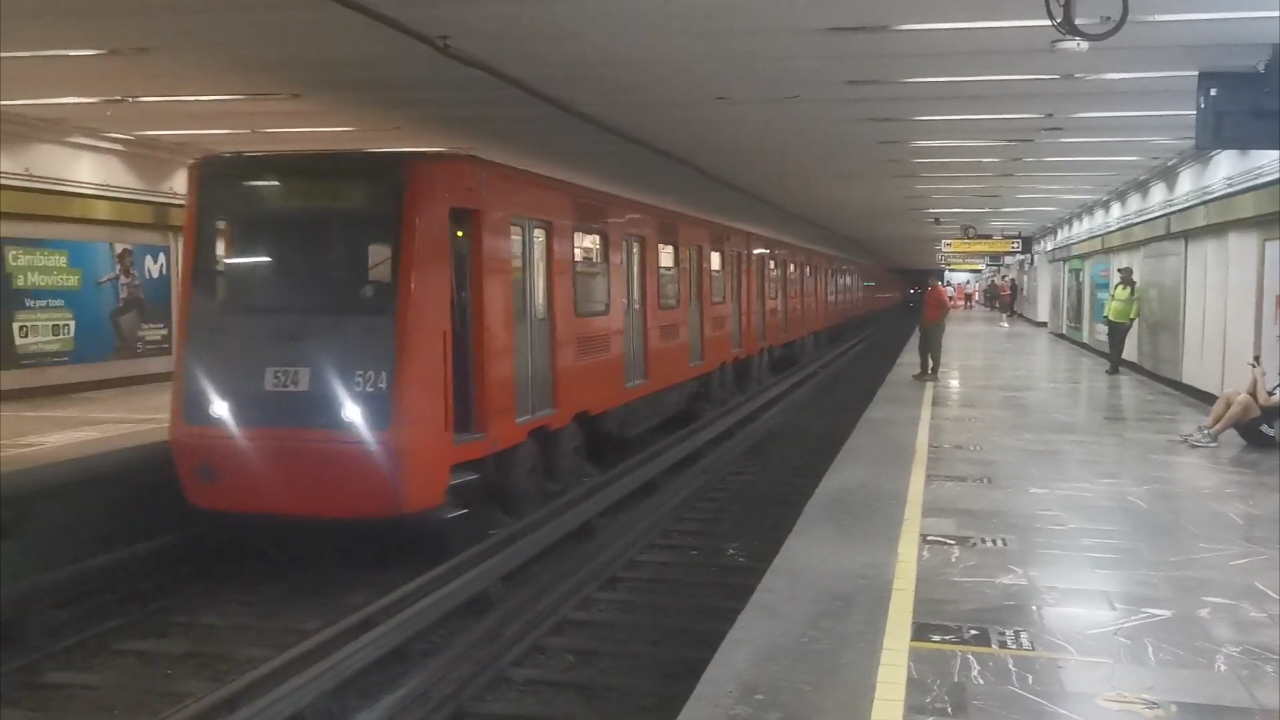
NE-92 circulando en Línea 3. Año 2024.

## Líneas asignadas
- Línea  (1994-2023)
- Línea  (Desde 2023)
- Línea  (Pruebas)